# Maskilili
Le Maskilili est une créature légendaire créole du folklore guyanais. Qui a pour but d'effrayer les enfants guyanais pour qu'ils ne s'éloignent pas de leurs parents le soir. C'est une créature qui ressemble à un enfant dans le but de donner confiance à l'enfant en question. Il n'est pas dit qu'il est méchant avec les humains mais les grands-parents laissent croire que si ...Le Maskilili est un petit monstre qui se déplace la nuit dans les forêts et qui se nourrit de grains de café ou de piment. Il a la particularité d'avoir les pieds à l'envers. Le Maskilili est joueur et aime perdre les chasseurs en forêt grâce à ses pieds.